# 尤利亞·索艾米亞斯
尤利亞·索艾米亞斯（拉丁語：Julia Soaemias Bassiana，180年—222年3月11日）是羅馬帝國塞維魯王朝皇帝埃拉伽巴路斯的母親，在她年幼兒子的在位期間，索艾米亞斯是帝國的真實領導者。
索艾米亞斯生於敘利亞的艾梅沙，她的母親瑪伊莎是皇后尤利亞·多姆娜的姊姊，她的丈夫是當地的騎士塞克斯圖斯·瓦利烏斯·馬基盧斯。由於其母親的關係，後來他們全族遷到了羅馬居住。
公元217年，塞維魯王朝的卡拉卡拉在東征時遭到暗殺，索艾米亞斯全家遭到新繼任的馬克里努斯逐出羅馬，但仍允獲准攜帶他們的財物離開，他們一行人回到了艾梅沙。索艾米亞斯同意母瑪伊莎奪回權力的計劃，宣稱她曾與表兄卡拉卡拉私通，生下兒子埃拉伽巴路斯。當他們在218年高舉著正統塞維魯王朝繼承人的名義，在敘利亞軍團的幫助下擊敗了馬克里努斯，十四歲的埃拉伽巴路斯正式成為帝國皇帝。
由於埃拉伽巴路斯從小就以太陽神廟祭司的方式受教育，當他成為皇帝之後，僅僅將心思放在宗教方面的事務上，索艾米亞斯便成了帝國的真正領導人，但索艾米亞斯母子的統治並不得人心。索艾米亞斯的母親瑪伊莎，在221年提拔另一位外孫亞歷山大為帝國繼承人。222年，當埃拉伽巴路斯與亞歷山大兩派爆發鬥爭時，埃拉伽巴路斯受到殺害；不久之後，太后索艾米亞斯後也被宣布為人民公敵被殺，元老院並為她施以除憶詛咒的懲罰。